# Ceanothus griseus
Ceanothus griseus és una espècie de planta amb flors del gènere Ceanothus dins la família de les ramnàcies (Rhamnaceae). És una planta nativa de Califòrnia.

## Descripció
És un arbust perenne que pot atènyer una altura màxima d'entre 0,5 i 4 metres. Les tiges són habitualment erectes, tot i que de vegades poden ser procumbents. Les fulles són entre ovades i aproximadament circulars, d'unes mides de 10–45 × 10–30 mm, amb el marge dentat i amb un pecíol d'entre 5 i 10 mm. Les flors són blaves, floreix entre març i juny. El fruit és una càpsula.

## Cultivars
El 1954 Maunsell Van Rensselaer, director de la Fundació Saratoga Hortícola, va seleccionar quatre exemplars de Ceanothus a Yankee Point, a les Highlands Carmel, al Comtat de Monterey. La millor varietat va ser seleccionada per la seva baixa alçada i les flors blaves clares i va ser anomenat 'Yankee Point'. La Fundació Saratoga Hortícola va introduir Ceanothus 'Yankee Point' per al comerç de vivers en 1956. Al sud de Califòrnia, aquesta planta prefereix ser plantada a ple sol al llarg de la costa i amb un règim d'ombra parcial però també tolerarà el reg regular.

## Usos
Moltes espècies es fan servir en jardineria hi hi ha molts híbrids i cultivars. És una de les plantes del gènere Ceanothus més conreades a Califòrnia, probablement per la seva capacitat d'adaptació a moltes condicions de jardí en ambdues situacions: tant costaneres com interiors. Creix en sòls sedimentaris com la sorra i la marga, normalment ben drenats i amb pH àcid, alcalí o neutral.